# La Alcarria (streek)

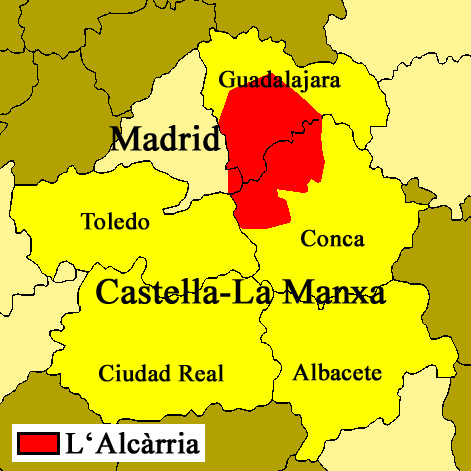
La Alcarria (de namen zijn in het Catalaans)

Alcarria of La Alcarria is een streek in Spanje, in de regio Castilië-La Mancha en een klein stukje van de regio Madrid.  Hij omvat grotendeels de provincie Guadalajara en een deel van de provincie Cuenca. 
De voornaamste steden zijn Almonacid de Zorita, Brihuega, Cifuentes, Guadalajara, Illana, Jadraque,  Mondejar, Pastrana, Sacedón,  Trillo en Villalba del Rey.